# Caterina Karlsdotter
Caterina Karlsdotter di Bjurum (in svedese Katarina Karlsdotter; ... – Stoccolma, 7 settembre 1450) fu la seconda moglie di Carlo VIII di Svezia e regina consorte di Svezia e Norvegia.

## Biografia
Figlia del nobile Karl Ormsson (Gumsehuvud), sposò Carlo, all'epoca reggente di Svezia, il 5 ottobre 1438. Prima del matrimonio ottennero una dispensa papale da Eugenio IV: Caterina era infatti imparentata con Birgitta Turesdotter, la prima moglie di Carlo, e la dispensa era necessaria affinché i figli fossero considerati legittimi. 
Il 2 luglio 1448 fu incoronata regina di Svezia nella Cattedrale di Uppsala e l'anno successivo, quando il marito ascese al trono norvegese, divenne regina consorte di Norvegia. Caterina era descritta come allegra e di bell'aspetto; il suo matrimonio fu felice e la coppia reale ebbe nove figli.
Morì nel 1450 durante un'epidemia di peste a Stoccolma e fu sepolta all'Abbazia di Vadstena l'anno seguente.

## Discendenza
Dal matrimonio con Carlo VIII nacquero nove figli, cinque maschi e quattro femmine. Solo le figlie sopravvissero alla madre:
- Margherita Bonde (1442–1462);
- Maddalena Bonde (1445–1495);
- Richeza Bonde (1445 circa–?), monaca all'abbazia di Vadstena;
- Brigitta Bonde (1446–1469), monaca all'abbazia di Vadstena.